# Comunardo Morelli
Comunardo Morelli (Terni, 15 gennaio 1892 – Terni, ...) è stato un politico italiano, primo sindaco di Terni dal 1946 al 1948 dopo il ristabilimento dell'ordine democratico.

## Biografia
Nato a Terni nel 1892 da Vitaliano Morelli e da Carolina Giovannini, Comunardo Morelli, ferroviere, esponente comunista, si insediò come Sindaco di Terni nel mese di aprile del 1946, pochi mesi prima dell'avvento della Repubblica. In precedenza Morelli era stato membro del CLN di Terni e del Comitato Federale di Terni del PCI ed esponente della Resistenza dopo l'8 settembre 1943. Nella città di Terni, liberata dall'occupazione tedesca il 13 giugno 1944, venne successivamente istituita una "amministrazione civica democratica" con limitati poteri rilasciati dal Comando Militare Alleato. In questo ambito Comunardo Morelli faceva già funzione di sindaco dall'estate del 1944, con il consenso del comando militare inglese e del CLN.
Nel 1946 fu eletto dal consiglio comunale di Terni da una ampia maggioranza del PCI, PSIUP e PRI. A queste elezioni amministrative poterono votare per la prima volta in Italia anche le donne. Le sinistre (PCI e PSIUP) avevano venti seggi su trenta. La giunta Morelli fu formata da tre comunisti (Renato Botonti, Tommaso Illuminati, Arnaldo Lippi) e da tre socialisti (Mario Caporella, Alfredo Urbinati, Celestino Silvestrelli). La DC, pur facente parte del CLN, fu esclusa dalla maggioranza in comune e i suoi consiglieri si astennero sia dal voto per il sindaco sia da quello per la giunta, senza tuttavia votare contro.
Quando si incontrarono, faccia a faccia, Comunardo Morelli e Poliuto Chiappini (capogruppo della DC in comune) volarono insulti pesanti. L’unità del CLN si era rotta. Lo Scudo Crociato si lamentò per la sconfitta. L’Umbria Democratica, del 10-17 aprile 1946, commentò: “E così, con le elezioni di Terni di domenica 31 marzo, sono terminate le consultazioni amministrative in questa provincia, che è forse la più rossa d’Italia”. Il Partito Repubblicano fece parte della maggioranza insieme a socialisti e comunisti. I tre partiti di maggioranza (comunisti, socialisti e repubblicani) avevano ottenuto insieme il 79% dei voti dei ternani.
Come conseguenza dello scontro tra Tito e Stalin sulle diverse visioni del comunismo che portarono alla rottura dei rapporti tra i due leader comunisti, Morelli decise di dimettersi all'inizio del 1948, sia da sindaco che dal PCI, prima di finire sotto accusa per essersi apertamente pronunciato – come sembra che fosse accaduto – a condivisione delle posizioni di Tito. Morelli fu sindaco negli anni dello scontro duro tra le Sinistre, riunite nel Fronte Popolare alle elezioni politiche del 1948 e la Democrazia Cristiana. Basti pensare che nel 1946, quando fu votato il consiglio comunale in carica fino al 1952, che elesse Morelli sindaco, i comunisti a Terni avevano il 43% dei voti, i socialisti il 20,7%, la DC il 18%, il PRI il 15,2%, il PLI il 3,1%.